# Moja Republika
Moja Republika (srp. Моја Република), skladba i tekst Mladena Matovića, postala je himnom Republike Srpske nakon što je ozakonjena 15. srpnja 2008. odlukom Narodne skupštine Republike Srpske. Prethodna je himna bila pjesma Bože pravde koju je Ustavni sud BiH 20. lipnja 2007. proglasio neustavnom zbog veličanja samo jednoga naroda.
Na natječaj za izbor nove himne bilo je pristiglo 27 prijedloga. U uži izbor je, uz izabranu skladbu Moja republika, ušla i pjesma Majko zemljo, banjolučkoga skladatelja Dušana Šestića, koji je skladao i današnju himnu Bosne i Hercegovine.
Nova himna je prvi puta službeno izvedena 9. siječnja 2009. godine prigodom Dana Republike Srpske i njezine krsne slave Svetoga Prvomučenika Stefana.

## Tekst
| ćiriličnim pismom | latiničnim pismom |  |
| --- | --- |  |
| Тамо гдје најљепша се зора буди Часни и поносни живе добри људи Тамо гдје се рађа нашег сунца сјај Горд и пркосан је мој завичај За њега сви се сад помолимо Другу земљу ми немамо У срцу мом само је један дом У срцу велика, моја република У срцу мом најљепша звијезда сја Моја република, Република Српска Тамо гдје су наши преци давни Име уписали у сваки корак славни Тамо гдје се рађа нашег сунца сјај Горд и пркосан је мој завичај За њега сви се сад помолимо Другу земљу ми немамо У срцу мом само је један дом У срцу велика, моја република У срцу мом најљепша звијезда сја Моја република, Република Српска | Tamo gdje najljepša se zora budi Časni i ponosni žive dobri ljudi Tamo gdje se rađa našeg sunca sjaj Gord i prkosan je moj zavičaj Za njega svi se sad pomolimo Drugu zemlju mi nemamo U srcu mom samo je jedan dom U srcu velika, moja republika U srcu mom najljepša zvijezda sja Moja republika, Republika Srpska Tamo gdje su naši preci davni Ime upisali u svaki korak slavni Tamo gdje se rađa našeg sunca sjaj Gord i prkosan je moj zavičaj Za njega svi se sad pomolimo Drugu zemlju mi nemamo U srcu mom samo je jedan dom U srcu velika, moja republika U srcu mom najljepša zvijezda sja Moja republika, Republika Srpska |  |